# Glitch (компанія)
Glitch (раніше відома як Fog Creek Software) — компанія, яка спеціалізується на розробці програмного запезпечення в області систем управління проєктами, також системи керування вмістом і інструменти для перегляду коду.

## Історія
Розташована в Нью-Йорку, Fog Creek була заснована в 2000 як консалтингова компанія Джоелом Спольськи і Майклом Пріором.  Оскільки ринок консалтингу почав зменшуватись через крах бульбашки доткомів, Fog Creek перейшли до продуктово-орієнтованого бізнесу. В грудні 2016 Аніл Даш був призначений генеральним директором. Офіс Fog Creeks був розташований в фінансовому окрузі Мангеттену. 25 вересня 2018 компанія була офіційно переназвана в Glitch одразу після їхнього головного продукту. Працівники Glitch оголосили намір об'єднатись з Асоціацією робочих Америки на початку 2020 як частину Кампанії об'єднання робочих в сфері IT. Компанія добровільно визнала їхній союз. Приблизно в той же час, компанія звільнила третину своїх працівників під час пандемії COVID-19. В лютому 2021, Glitch робітники підписали колективний трудовий договір з компанією. Відповідно до Американської спілки Робітників сфері Комунікацій, це перша така угода в США підписана робітниками в сфері IT.

## Glitch (додаток)
Glitch є основним продуктом компанії на даний час. Це вебдодаток, що був запущений весною 2017 як простір для людей, щоб будувати прості вебдодатки, використовуючи JavaScript. Хоча JavaScript є єдиною підтримуваною мовою, іншими мовами також можна користуватися неофіційно. Є представленим інструмент для "перегляду коду", що дозволяє користувачам "рекомбінувати код корисними способами". Glitch є онлайн IDE для JavaScript і Node.js з миттєвим хостингом, автоматичним розгортанням ПО та живою допомогою зі сторони інших користувачів. Можливості онлайн IDE включають в себе миттєве редагування, хостинг, поширення, автоматичну систему керування версіями, та інтеграцію Git. Glitch націлений на те, щоб бути дружньою та доступною спільнотою; з моменту запуску більше мільйона людей використали його для створення вебдодатків. Сайт Glitch знаходиться на власних серверах (за винятком редактору та API), дозволяючи користувачам переглядати та змінювати початковий код сайту.
В грудндні 2018, Mozilla оголосила про завершення підтримки Thimble — (навчальний редактор коду в браузері, що належав Mozilla) і попросила користувачів перенести всі їхні проекти на Glitch. Thimble остаточно завершив роботу в грудні 2019 і його проекти були перенесені в Glitch.
На початку 2020, Glitch анонсував платну підписку, відому як "boosted apps". Користувачі могли платити 8 доларів в місяць для того щоб проєкти мали більше оперативної пам'яті, більше сховище і відсутність екрану загрузки.

## Інші продукти

### Stack Overflow
У 2008, Джефф Етвуд і Джоел Спольськи створили Stack Overflow, вебсайт для розміщення там питань і відповідей на них, в сфері комп'ютерного програмування, яку творці назвали альтернативою форуму Experts-Exchange для програмістів.
Stack Overflow служить платформою для користувачів для того, щоб задавати питання та відповідати на них, голосувати за питання та відповіді, збільшуючи чи зменшуючи їх рейтинг та редагування питань та відповідей схожим чином як на wiki чи Digg. Користувачі Stack Overflow можуть заробляти очки репутації і "відзнаки" коли інший користувач голосує за питання чи відповіді, що вони надали.
Станом на вересень 2020, Stack Overflow мав понад 12,000,000 зареєстрованих користувачів та 20,100,000 питань. Залежно від тегів, присвоєних питанню, у топ 10 найбільш обговорюваних тем входять: JavaScript, Java, Python, C#, PHP, Android, HTML, jQuery, C++, і CSS.
Після успіху Stack Overflow у 2009 році були запущені додаткові сайти на його основі: Server Fault для питань, пов'язаних з системним адмініструванням і Super User для питань від "досвідчених користувачів".
У червні, 2021 Prosus придбав Stack Overflow за $1.8 млрд.

### Stack Exchange
У вересні, 2009 Fog Creek Software анонсувала бета-версію платформи Stack Exchange 1.0 як спосіб для третіх сторін створювати власні спільноти на основі програмного забезпечення, що стоїть за Stack Overflow, із щомісячними внесками. Цей продукт не став успішним, з невеликою кількістю клієнтів та повільно зростаючими спільнотами.
У травні, 2010 Stack Overflow була виділена як власна нова компанія, Stack Exchange Inc., і залучила $6 млн венчурного капіталу від USV і інших інвесторів, і увага переключилась на розробку нових сайтів для відповідей на запитання по певних темах.

### Trello
В 2011, Fog Creek представили Trello, вебдодаток для спільного управління проєктами, що працювала за фрімиум бізнес моделлю. Trello субсидувалась іншими продуктами компанії. Базова послуга надавалась безкоштовно, а платна бізнес-підписка була запущена у 2013 році.
У липні 2014 року Fog Creek Software відокремила Trello як власну компанію, під назвою Trello, Inc. Trello Inc. була профінансована на $10.3 млн від Index Ventures і Spark Capital.
У січні 2017 року Atlassian оголосила про придбання Trello за 425 мільйонів доларів.

### FogBugz
FogBugz це інтегрована вебсистема для управління проєктами з багтрекером, форумами для обговорень, вікі, управлінням відносинами з клієнтами, і доказовим плануванням, розроблена Fog Creek Software. Вона буа переназвана в Manuscript в 2017, а потім була придбана в 2018 і знову переназвана назад в FogBugz.

### Copilot
Fog Creek Copilot була системою для надання дистанційної допомоги, яку пропонувала Fog Creek Software. Вона була запущена 8 серпня 2005.
Спочатку відома як Project Aardvark, Fopi Creek Copilot була розроблена групою літніх практикантів у Fog Creek Software. Засновник Fog Creek, Джоел Спольськи хотів передати своїм стажерам досвід створення проєкту протягом усього його життєвого циклу, від початку до завершеного та випущеного продукту.
Практиканти створили вільнодоступний блог під назвою Project Aardvark [Архівовано 25 червня 2021 у Wayback Machine.], де вони надсилали оновлення про хід свого проєкт, хоча на той час деталі того, над чим вони працювали, все ще залишались секретом.
1 липня 2005 року команда Project Aardvark показала, що вони працюють над системою віддаленої допомоги для клієнтів.
Fog Creek Copilot використали сильно змінену версію TightVNC, варіант Virtual Network Computing (VNC), як ядро протоколу.
7 листопада 2005 вони випустили документальний фільм про літо практикантів, названий Aardvark'd: 12 Weeks with Geeks, з продюсером Лероном Д. Вільсоном з Boondoggle Films.
У 2014 році Fog Creek реструктуризувався, виділивши Copilot як окрему компанію.

### CityDesk
CityDesk - це пакет програмного забезпечення для управління вебсайтами. Бекенд системи працював як настільний додаток, написаний у Windows у Visual Basic 6.0 з усіма даними в базі даних Microsoft Jet. Це був один з перших продуктів FogBugz, вперше анонсований у 2001 році.